# 美徳と悪徳の間の選択

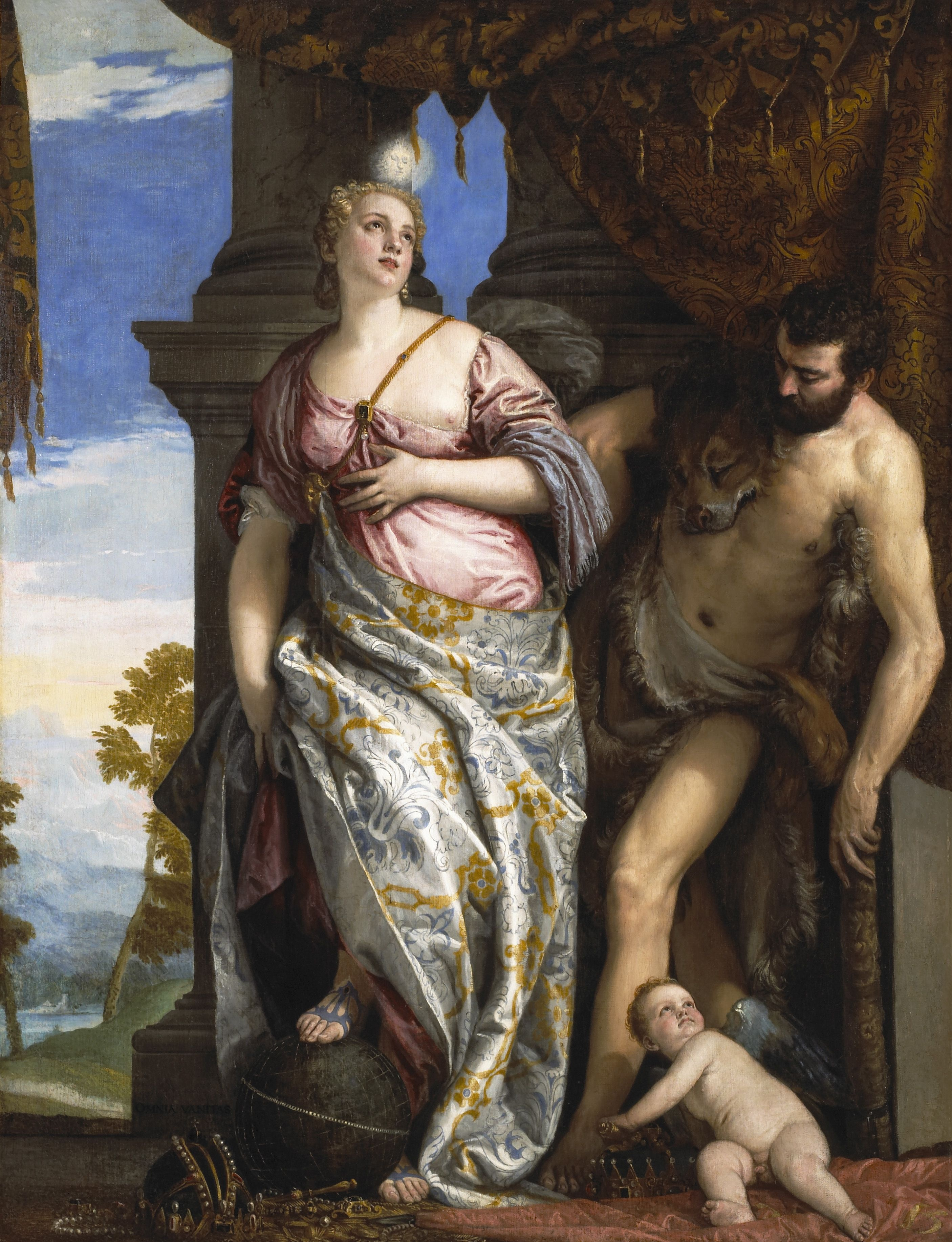
1565年頃の寓意画『知恵と強さの寓意』。美徳と悪徳の狭間で美徳を選択する男性像を描いている。フリック・コレクション所蔵。

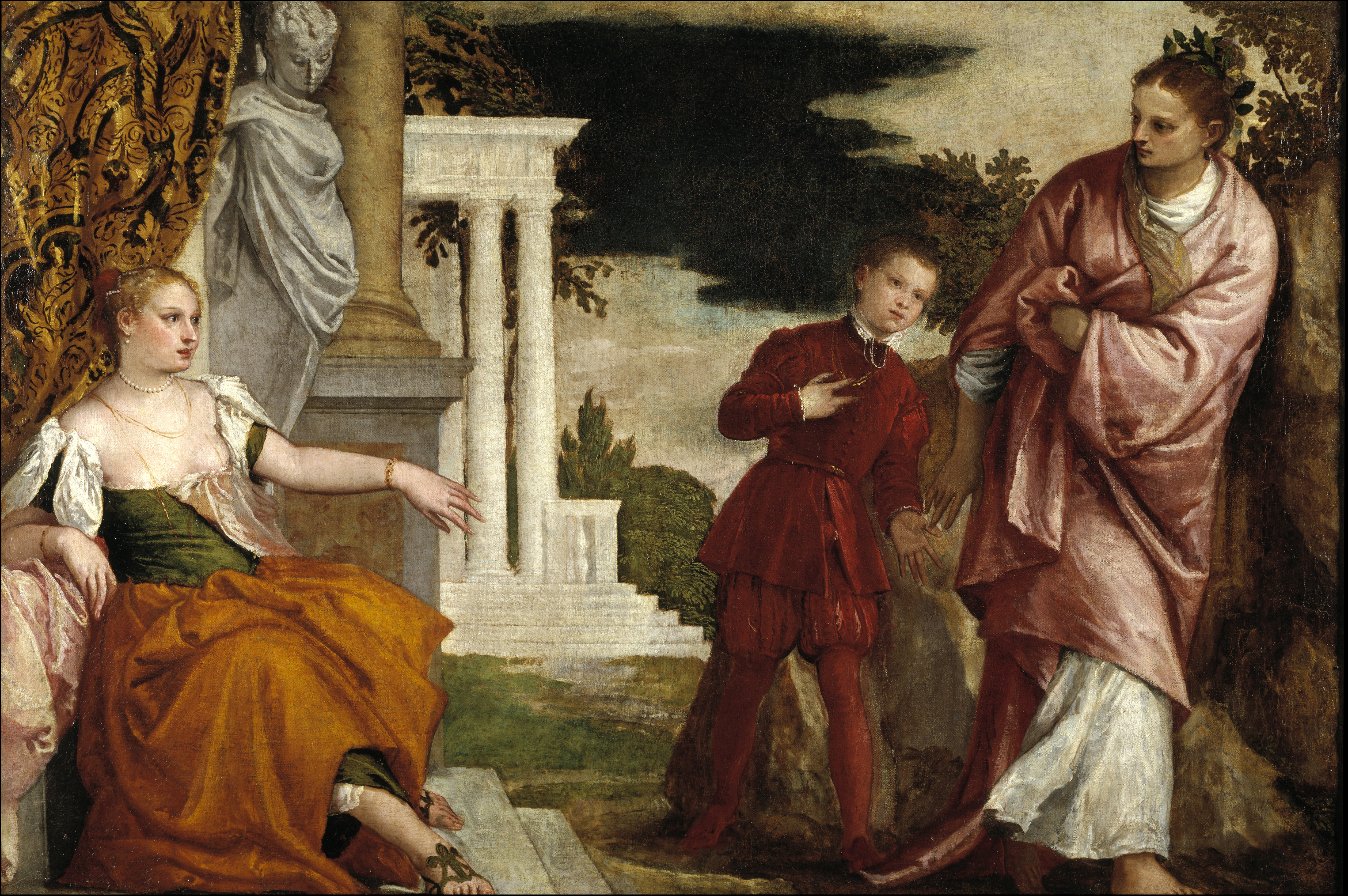
本作品と同種のヴェロネーゼの寓意画『美徳と悪徳の間の若者』。プラド美術館所蔵。

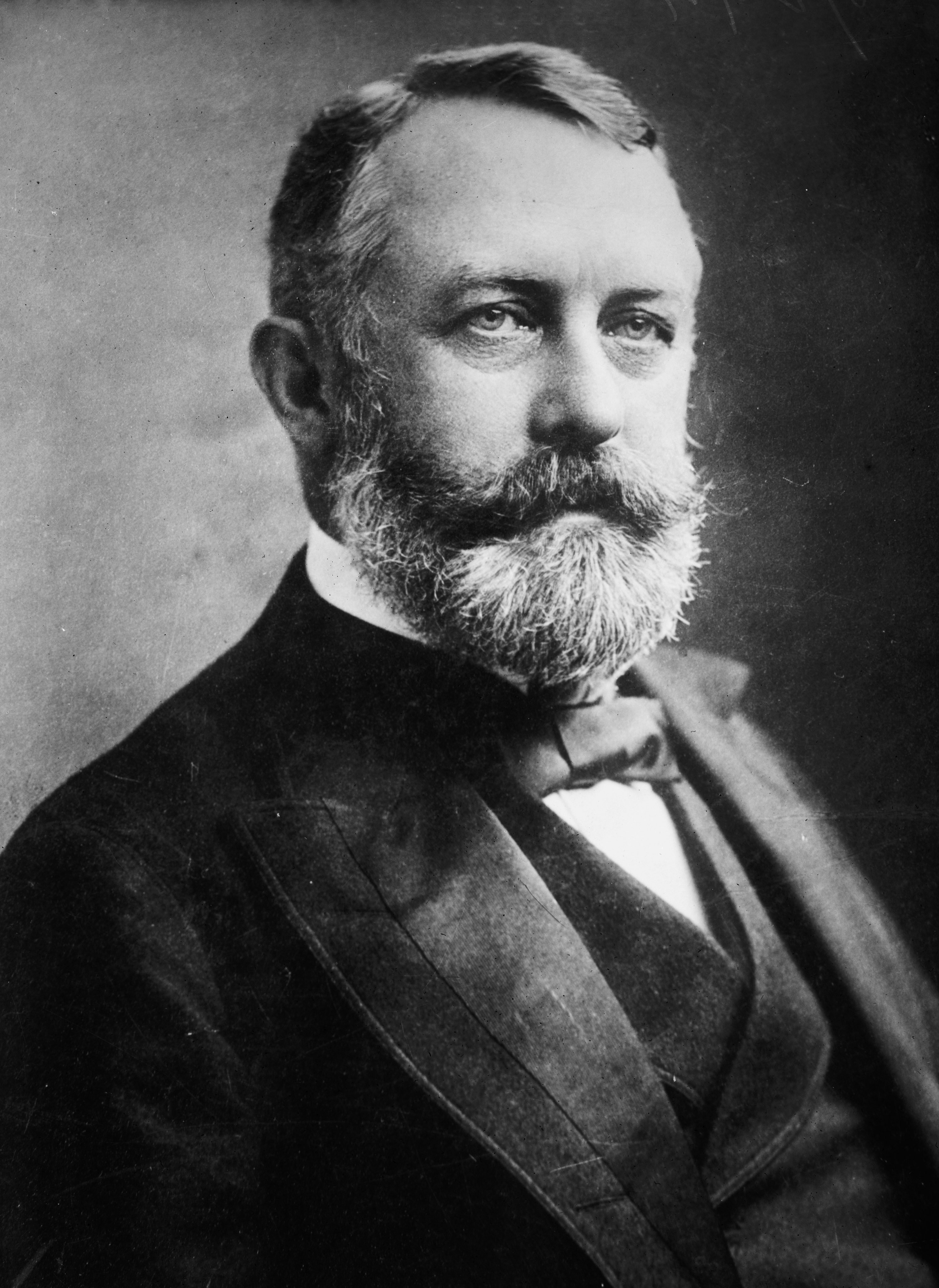
フリック・コレクションを築いた実業家ヘンリー・クレイ・フリック。

『美徳と悪徳の間の選択』（びとくとあくとくのあいだのせんたく、伊: La scelta tra virtù e vizio, 英: The Choice Between Virtue and Vice）は、ルネサンス期のイタリアのヴェネツィア派の画家パオロ・ヴェロネーゼが1565年頃に制作した絵画である。油彩。『美徳と悪徳の間の詩人』（びとくとあくとくのあいだのしじん、Poeta che abbandona il vizio per la virtù）や『美徳と悪徳の寓意』（びとくとあくとくのぐうい、Allegoria della Virtù e del Vizio）などの名前でも呼ばれる。主題はルネサンスやバロック期に人気のあった美徳と悪徳の寓意である。制作年や発注主については不明で、『知恵と強さの寓意』（Allegory of Wisdom and Strength）の対作品と考えられている。保存状態は『知恵と強さの寓意』ほど良くない。両作品ともに神聖ローマ皇帝ルドルフ2世が所有したのち、クリスティーナ女王とオルレアン・コレクションを経由して、現在はニューヨークのフリック・コレクションに所蔵されている。

## 制作背景
『美徳と悪徳の選択』および『知恵と強さの寓意』はルドルフ2世が所有していたため、ルドルフ2世の依頼で制作されたと考えられているが、熱心な収集家であった皇帝自身が実際に発注したことを示す史料は発見されておらず、依然として両作品の制作年や発注主、主題について多くが不確実なままである。両作品は慣習的に対作品であると考えられているが、その理由は主に構成や図像の密接な関連性に由来するのではなく、単に来歴を通じてともに記録されていることに由来する。主題の持つ道徳性はたがいに関連しておらず、画面のサイズと使用されている画布の種類が異なっていることは、両作品が実際には対として制作されなかった可能性が高いことを示唆している。この点は1970年に美術史家エドガー・マンホールによって最初に主張され、2006年に行われた科学的調査で研究者たちは同じ結論に至っている。ヴェロネーゼの作品は日付が付けられているものがほとんどなく、様式の変化を追跡することは容易ではないが、両作品の制作時期はかなり遅いものの、1580年以降ではないと考えられている。おそらくアルプス山脈を越えた最初のヴェロネーゼ作品である。これは1576年のティツィアーノ・ヴェチェッリオの死去によって、若いヴェロネーゼにより広い市場が開かれた結果と考えられている。

## 作品
ヴェロネーゼは美徳と悪徳という相反する女性像と、その間で重大な選択の岐路に立つ男性像を描いている。絵画では選択はすでになされ、男性像は落ち着いた雰囲気の衣服を着た美徳に身を任せているが、もう一方の豪奢で官能的な衣服を着た悪徳は男性像に追いすがろうとしている。これは古代ギリシアの著述家クセノポンが哲学者プロディコスのものとして語っている寓話「岐路に立つヘラクレス」に基づいており、岐路に立ったヘラクレスは、安易な安らぎと喜びの道を示す悪徳と、真の幸福につながる険しい坂道を示す美徳に出会う。この主題はルネッサンスとバロック期の絵画で好んで表現された。
画面右側に描かれた美徳は上品な緑のガウンを身にまとい、頭を月桂冠で飾っている。一方の画面左側に描かれた悪徳は鑑賞者に対して背中を見せて立ているため顔が見えない。悪徳は豪奢なドレスを着ており、その背中ははだけている。またその金髪は巧みに編み込まれ、媚薬を作るために使用されたシクラメンの花で飾られている。彼女が左手に持っているのは、放蕩な生活の移ろいやすい運命を意味するトランプのデッキである。彼女は鉤爪のような鋭い爪で男のふくらはぎを引き裂き、出血した肌をむき出しにしている。悪徳は背後に王座を支えるスフィンクス像とその胸に立て掛けた肉切り用の大型のナイフを隠している。危険を象徴するスフィンクスとナイフは鑑賞者には見えるが、絵画の中の男には見えない。
図像の意図が明確である反面、輝く白いサテンの服を着た男性像については捉えどころがないままである。彼は同時代的な衣服を着ていることから肖像画であることが示唆されている。
左上のエンタブラチュアに記されたラテン語の碑文は、いくつかの文字がかすれて見えないが、「HONOR ET VIRTUS POST MORTEM FLORET」すなわち「名誉と美徳は死後に栄える」（Honor and Virtue Flourish after Death）という意味であり、美徳を選択することが生と死後の幸福を保障するという道徳的メッセージが絵画に込められていることを明らかにしている。
サン・マルコ広場での公のパレードでは美徳や悪徳に扮した人々が登場することが多く、ヴェロネーゼはこうしたイベントでの擬人化された人物像に触発されて美徳と悪徳を描いた可能性がある。

## 来歴
本作品と『知恵と強さの寓意』は、ルドルフ2世のコレクションに含まれていたヴェロネーゼの他の2点の寓意画ないし神話画『キューピッドによって結ばれるマルスとヴィーナス』（伊: Marte e Venere uniti dall'amore）、『ヘルメスとヘルセ、アグラウロス』（Hermes, Herse and Aglauros）とともにプラハのルドルフ2世の宮殿で飾られていた。しかし1648年のプラハの戦いでスウェーデン軍に略奪され、スウェーデンの王室コレクションに加わった。その後は女王クリスティーナ、ローマのオデスカルキ家、オルレアン・コレクションなどに所属した。1798年から1799年にかけて、オルレアン・コレクションがロンドンで売却されたとき、両作品は商業銀行家（merchant banker）で美術コレクター、旅行家、作家のトーマス・ホープ（Thomas Hope、1819年の小説『アナスタシアス』の作者）によって購入された。絵画は19世紀末に美術商のトーマス・アグニュー&サンズの手に渡り、1910年にアメリカ合衆国のノードラー商会が入手した。アメリカ合衆国の実業家ヘンリー・クレイ・フリックがノードラー商会から20万ドルで購入したのは1912年のことである。
他のヴェロネーゼの絵画のうち『キューピッドによって結ばれるマルスとヴィーナス』はニューヨークのメトロポリタン美術館に所蔵されており、『ヘルメスとヘルセ、アグラウロス』はケンブリッジのフィッツウィリアム美術館に所蔵されている。

## 影響
ヴェロネーゼの死後しばらくして制作された『美徳と悪徳の間の選択』の複製が美術史美術館に所蔵されている。この複製はハプスブルク家の大公レオポルト・ヴィルヘルム・フォン・エスターライヒのコレクションに由来する。またロココの巨匠フランソワ・ブーシェは『知恵と強さの寓意』と『美徳と悪徳の間の選択』の原寸大に近い複製を制作している。両作品は現在サンパウロ美術館に所蔵されている。

## ギャラリー

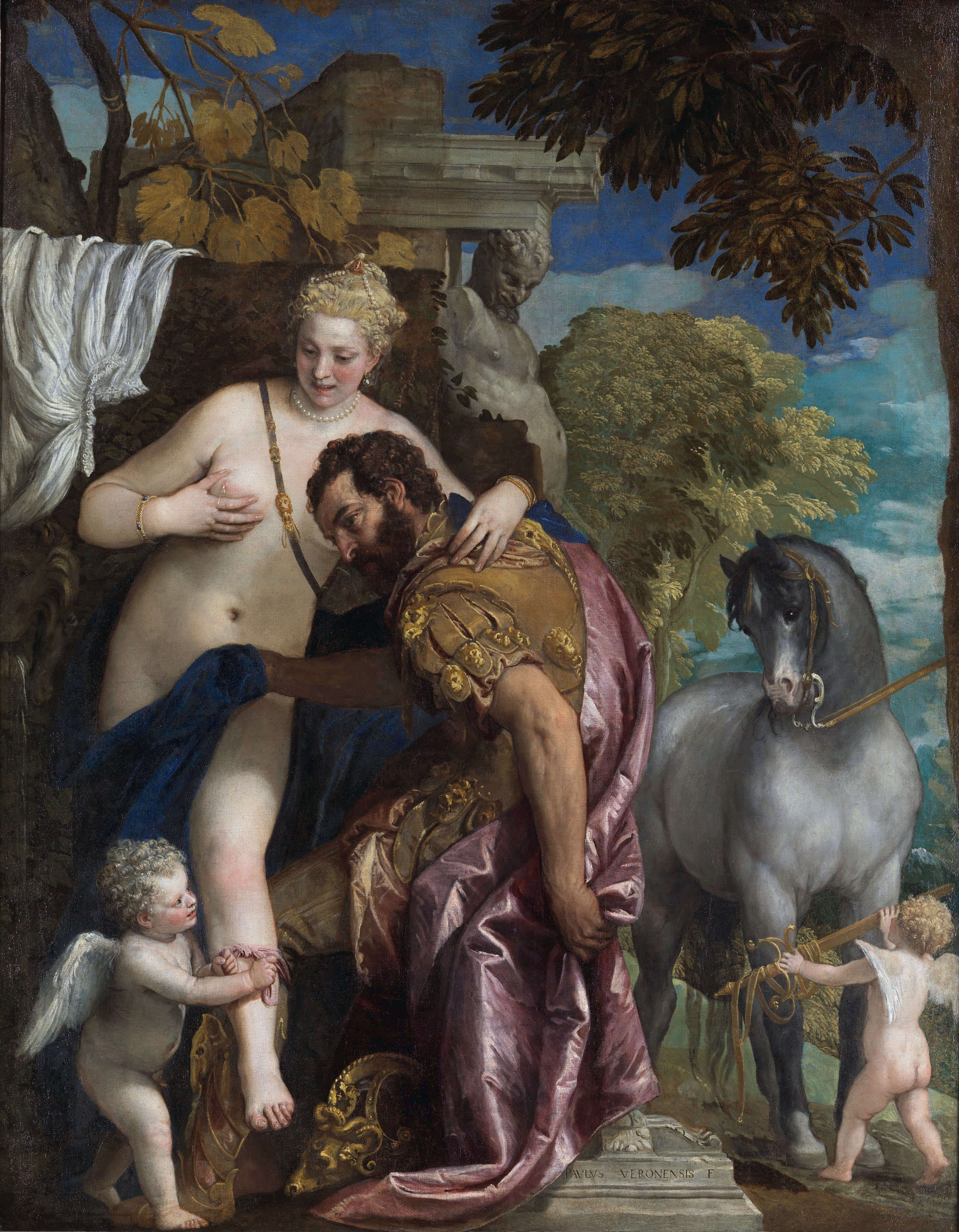
『キューピッドによって結ばれるマルスとヴィーナス』メトロポリタン美術館所蔵
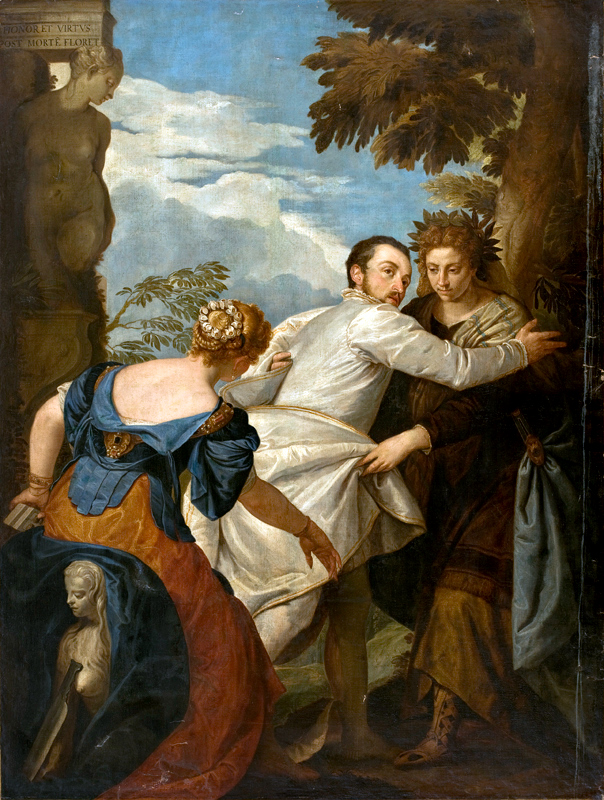
フランソワ・ブーシェによる複製 1750年頃 サンパウロ美術館所蔵
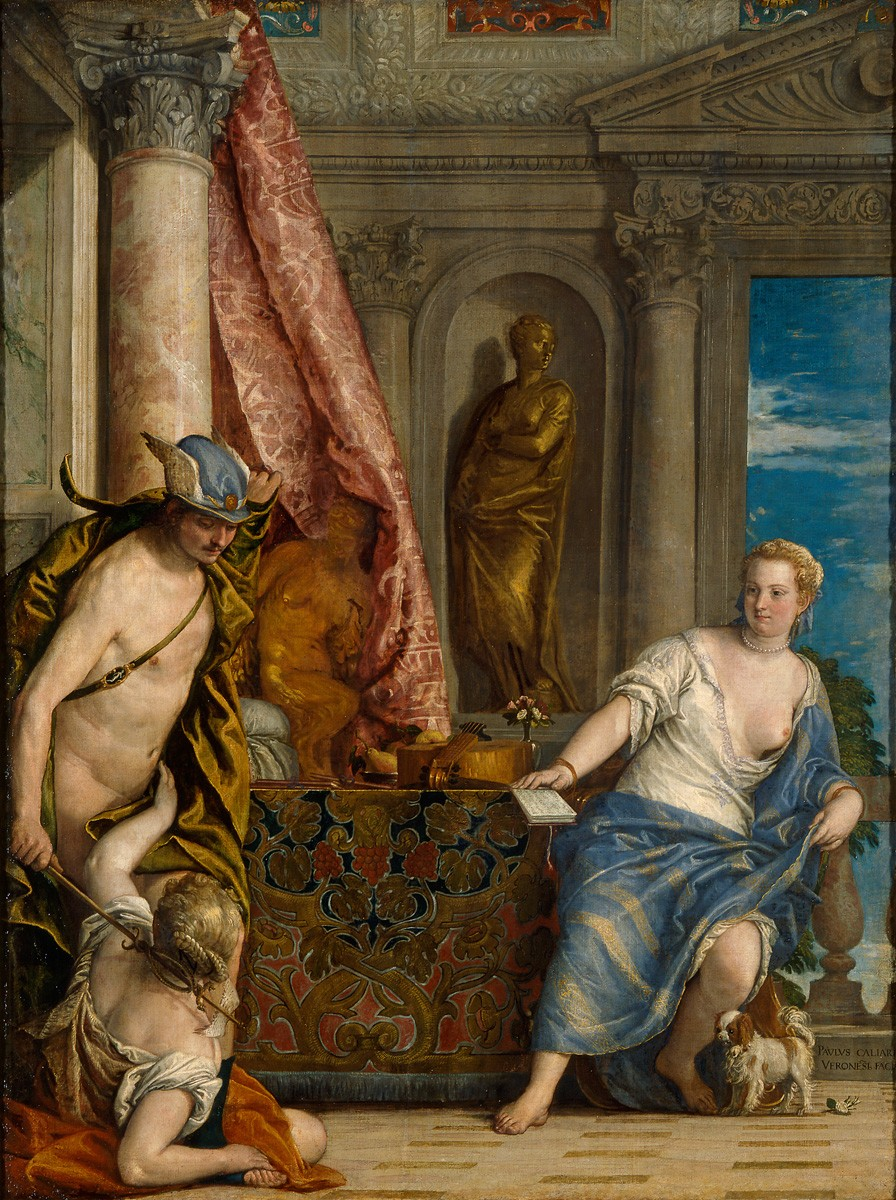
『ヘルメスとヘルセ、アグラウロス』1576年-1584年 フィッツウィリアム美術館所蔵